# Aldershot

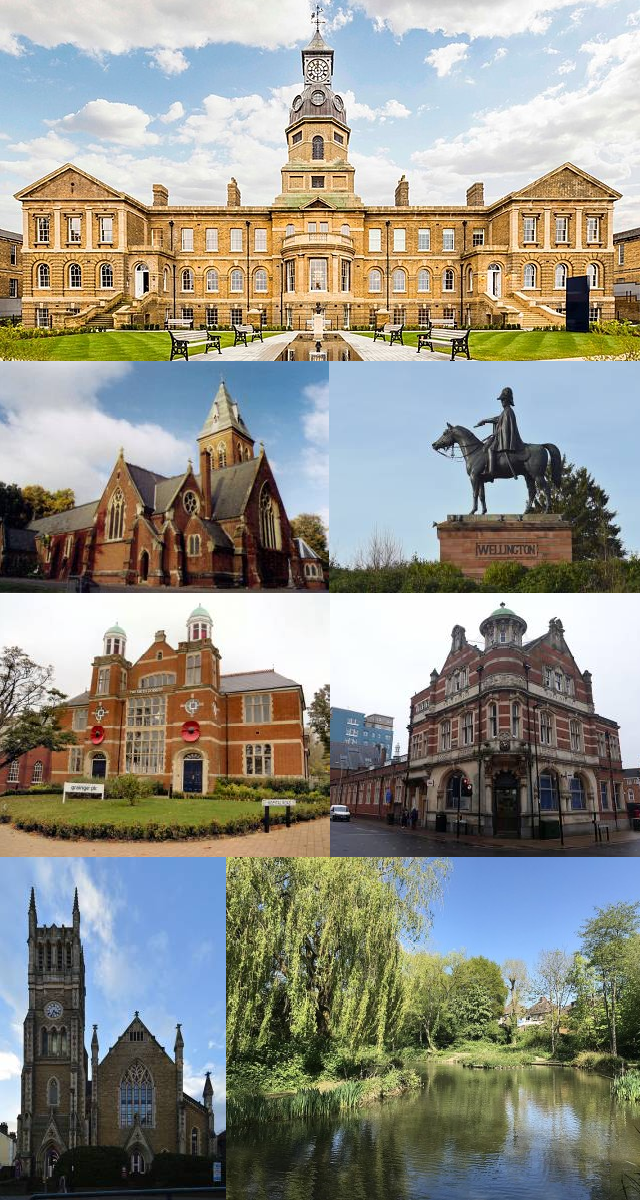
Aldershot

Aldershot (prononcée ɔːl-də-shotte) est une ville située dans le  comté anglais du Hampshire, au sud de l'Angleterre. La ville est administrée par le conseil du district de Rushmoor.
Aldershot est connue pour ses rapports avec l'armée de terre britannique, qui a installé une base dans la région pour l'instruction des manœuvres militaire en 1854. Cela transforma rapidement ce petit village en une ville victorienne. Le complexe militaire inclut aussi l'observatoire Aldershot.

## Personnalités
- Louisa Daniell (1809-1871), philanthrope, fondatrice à Aldershot d'une œuvre au profit des soldats et de leur famille.
- John Lucarotti (1926-1994), scénariste de télévision.
- Janet Henfrey (1935-), actrice.
- Terry Hands (1941-2020), metteur en scène.
- Ian McEwan (1948-), écrivain, lauréat du Prix Booker.
- Simon Mann (1952-2025), mercenaire.
- David Haig (1955-), acteur.
- Heather Mills (1968-), mannequin, ambassadrice des Nations unies (ONU) dans la lutte contre les mines anti-personnel et ancienne épouse de l'ex Beatle Paul McCartney.
- Gabriel Fulcher (1969-), joueur de rugby à XV.
- Martin Freeman (1971-), acteur.
- Peter Genever (1973-), joueur de squash.
- Michelle Ward (1976-), coureuse cycliste professionnelle.
- Amelle Berrabah (1984-), chanteuse et ancienne membre du groupe Sugababes de 2005 à 2011.

## Homonymie
- Aldershot Town Football Club.
- Aldershot (circonscription du Parlement britannique).